# جبل المرقب
المرقب جبل عال بقرب مدينة الخمس، وحوله أراض منخفضة. إذا ما علاه الإنسان أشرف عليها كلها، ومن أجل ذلك سمي المرقب، فالتسمية فصيحة.
أصله في اللغة المكان العالي الذي يعلوه الإنسان ليشرف على ما حوله من الأرض المنخفضة.
و قعت فيه وقعة كبيرة بين العرب، والإيطاليين في 12 من يونيو 1912، استشهد فيها نحو مائة شهيد من بينهم علي فائق امسيك، وهي من المعارك المشهورة.
تحمل منطقة الخمس كلها مسمى المرقب.